# Karpogory
Karpogory (russisch Карпого́ры) ist ein Dorf (selo) in Nordwestrussland. Es gehört zur Oblast Archangelsk und hat 4443 Einwohner (Stand 14. Oktober 2010). Es ist administratives Zentrum des Rajons Pinega.

## Geographie
Karpogory liegt etwa 217 km östlich der Oblasthauptstadt Archangelsk. Es befindet sich rechtsseitig des Flusses Pinega.

## Geschichte
Seit 1959 ist Karpogory Verwaltungszentrum des Rajons Pinega. Im Jahr 1969 wurde begonnen eine Eisenbahnstrecke von Archangelsk nach Karpogory zu bauen. Ursprünglich sollte Karpogory als Knotenpunkt für weitere Eisenbahnlinien in das Dorf Leschukonskoje und nach Wendinga (Republik Komi) fungieren. Jedoch wurden diese Projekte mangels finanzieller Ressourcen eingestellt. Am 28. Dezember 1975 fuhr der erste Zug auf der Strecke und im Jahr 1977 wurde die Eisenbahnstrecke für den Personenverkehr offiziell eröffnet. Im Jahr 1980 begann schließlich der Bau der Mesen-Eisenbahn (Мезенская железная дорога) von Karpogory nach Leschukonskoje. Diese sollte insbesondere dem Transport von Holzprodukten aus der Region in die Oblasthauptstadt Archangelsk dienen. Die Bauarbeiten an der Strecke gingen langsam voran und wurden schließlich im Jahr 1990 komplett eingestellt. Die bis dahin fertiggestellte 31 Kilometer lange Strecke bis zur Station Jawsora (Явзора) diente vor allem dem Transport von Holz. Seit 1992 befindet sich am Endpunkt der Strecke die Siedlung Schangas (Шангас).

### Bevölkerungsentwicklung
Die folgende Übersicht zeigt die Entwicklung der Einwohnerzahlen von Karpogory.
| Jahr | Einwohner |
| ---- | --------- |
| 1939 | 1.783     |
| 1959 | 2.222     |
| 1970 | 3.193     |
| 1979 | 4.366     |
| 1989 | 5.335     |
| 2002 | 4.617     |
| 2010 | 4.443     |

Anmerkung: Volkszählungsdaten

## Wirtschaft und Infrastruktur
Nördlich des Dorfes befindet sich ein kleiner Flughafen. Es existiert eine Straßenverbindung nach Archangelsk, welche die Pinega zweimal überquert. Vor allem im Frühjahr, insbesondere nach Regenfällen ist die Straße jedoch durch normale Fahrzeuge nicht befahrbar. Etwa drei Kilometer nördlich des Dorfzentrums befindet sich die Eisenbahnstation Karpogory–Passaschirskie.
Karpogory ist unter anderem in Besitz eines Bezirkskrankenhauses, einer Bibliothek, einer Mittelschule und einer Hochschulfiliale.